# Мухамеджанов, Калтай Мухамеджанович
Калта́й Мухамеджа́нович Мухамеджа́нов (24 декабря 1928 года, совхоз «Ширкейли» Кзыл-Ординского округа Казахской АССР — 7 мая 2001 года, Москва, Россия) — казахский советский драматург, писатель, публицист, сценарист. Народный писатель Казахстана, Заслуженный деятель культуры Кыргызской Республики (1995), драматург, первый казахский профессиональный театральный критик.

## Биография
Родился 24 декабря 1928 года в Казахской АССР. Член КПСС с 1968 года.

Мемориальная доска к дому где жил в 1979-1999 годах Калтай Мухамеджанулы в Алмате

### Семья
- Его отец был крупным исламским деятелем, окончившим Бухарское медресе, читавшим лекции в Ташкентском медресе, а затем в казахских. В 1937 году его расстреляли. Происходит из рода ходжа.[3][4]
- Жена — Фарида Бекжановна.
- Сын — Алтай.
- Дочь — Жамиля.
- Внуки — Малика, Мариям, Алия.

## Произведения
- Автор пьес: «Восхождение на Фудзияму» (совместно с Чингизом Айтматовым), "Волчонок под шапкой", "Так мне и надо", "Свахи приехали", "Жаркое готово", "На чужбине", "Мы не ангелы".
- Автор сценария к фильму «Чинара на скале».

## Награды
- Награждён орденами «Парасат» (1998) и Дружбы народов (27.12.1978).[5]
- Народный писатель Казахстана.
- Юбилейная медаль «Манас-1000» (25 октября 1995 года, Кыргызстан) — за большой вклад в укрепление дружбы и сотрудничества между кыргызским и казахским народами, пропаганду идей эпоса «Манас»[6].
- Заслуженный деятель культуры Кыргызской Республики (27 июля 1995 года) — за большой вклад в развитие и обогащение национальных культур, укрепление дружбы и сотрудничества между кыргызами и казахами'[7].